# Романовский, Генрих Казимирович
Генрих Казимирович Романовский (11 ноября 1957, Ли́да, Гродненская область — 21 сентября 2018, Москва) — советский, российский, белорусский футболист, игрок в мини-футбол и футзал, полузащитник; тренер.

## Биография
Воспитанник ДЮСШ Лиды, тренеры Александр Гончаров, Николай Киселёв. В 1975 году поступил в Белорусский политехнический институт, играл за сборную института. В 1983, 1985—1987 играл в местном «Обувщике», трёхкратный чемпион Белорусской ССР. В 1984 году выступал во второй лиге СССР за «Торпедо» Кокчетав. С 1989 года — в команде «Горняк» Алдан (впоследствии — «Металлург»). Обладатель Кубка РСФСР среди КФК (1989), финалист Кубка СССР среди КФК (1990), серебряный призёр чемпионата СССР по мини-футболу 1991. В 1992 году вместе с «Металлургом» занял второе место в зональном турнире второй лиги и вышел в первую, где в 1993 году провёл 16 матчей. Участник чемпионатов Белоруссии 1994/95 — 1996 в составе «Обувщика». В сезонах 1994/95 — 1995/96 играл в чемпионате России по мини-футболу за «Сибиряк» Новосибирск.
Серебряный призёр чемпионата Европы по футзалу (1992) в составе сборной России.
Главный тренер «Обувщика»/«Лиды» в 1996—1997 годах. Работал тренером и главным тренером команды чемпионата Белоруссии по мини-футболу «Неман» Берёзовка.
Скончался 21 сентября 2018 года в Москве в возрасте 60 лет.